# Musculus psoas minor
De musculus psoas minor of kleine lendenspier is een smalle spier met een lange pees in de lendenstreek die slechts bij ongeveer de helft van alle mensen aanwezig is. Bij mensen heeft de spier geen duidelijke functie.